# Apparizione dell'angelo a Sara
Apparizione dell'angelo a Sara è un affresco risalente al 1726-1729 di Giambattista Tiepolo che si trova nel Palazzo Patriarcale a Udine, ed è noto anche come Sara e l'angelo. Rappresenta l'episodio della Genesi in cui un angelo annuncia a Sara la sua futura maternità.